# Marcel Mauri de los Rios
Marcel Mauri de los Rios (Badalona, 1977) és un historiador i periodista català que va ser vicepresident primer i portaveu d'Òmnium Cultural, amb especial rellevància des de la detenció de Jordi Cuixart l'octubre del 2017 i fins al canvi de Junta d'Òmnium el febrer del 2022.

## Biografia
Va néixer a Badalona el 1977, sent el petit de tres fills d'una família treballadora. Mauri va estudiar a l'Escola Jungfrau i a l'institut La Llauna de Badalona i des de ben jove va entrar en contacte amb el món associatiu: primer, en l'àmbit de l'esplai; més endavant, ja a la universitat, amb el Bloc d'Estudiants Independentistes (BEI) i la Coordinadora d'Estudiants dels Països Catalans (CEPC).

### Trajectòria acadèmica i professional
És doctor en periodisme per la Universitat Pompeu Fabra i llicenciat en història per la Universitat Autònoma de Barcelona. Des de l'any 2002 és professor d'Història del periodisme i l'ètica periodística en el Departament de Comunicació de la Universitat Pompeu Fabra. També és consultor de l'ètica i el dret de comunicació a la Universitat Oberta de Catalunya. El 2007 va dur a terme la recerca predoctoral a la Universitat de la Sorbona de París, el 2010 va realitzar una investigació postdoctoral a la Universitat de Colúmbia de Nova York. Ha publicat articles i llibres sobre ètica dels mitjans i història del periodisme.
El 8 de gener de 2016 fou escollit cap de gabinet d'Alcaldia i Comunicació de l'Ajuntament de Badalona. El setembre del 2017 fou nomenat assessor del vicepresident i conseller d'Economia i Hisenda del Govern de Catalunya, Oriol Junqueras, si bé va ser cessat als pocs dies en un moviment preventiu que el Govern va fer de cara a l'aplicació de l'article 155. El 6 de març del 2023, va ser nomenat Comissionat de Política Lingüística de la Universitat Pompeu Fabra per la rectora Laia de Nadal, en substitució de Mireia Trenchs Parera.

### Activisme
Des de la infància ha estat vinculat al moviment associatiu de la ciutat de Badalona, iniciant-se primer com a monitor i director de l'esplai Cra-Crac, i més endavant, sent un dels impulsors de la plataforma "Badalona Som Totes i Tots" creada per fomentar la cohesió social i la integració de les persones nouvingudes a la ciutat. L'any 2000 va fer una estada com a cooperant a la universitat d'El Salvador en projectes de ràdios i mitjans comunitaris. Va ser membre de la Coordinadora d'Associacions per la Llengua Catalana (CAL) a Badalona i va treballar a l'àrea de comunicació de la Fundació Pere Tarrés.

### Òmnium Cultural
Des de l'any 2007 va formar part de la Junta Territorial d'Òmnium Badalona - Barcelonès Nord, sent-ne el president durant gairebé 4 anys (2010-2014). L'any 2014 va dimitir per formar part de la candidatura de Muriel Casals a la Junta Directiva Nacional d'Òmnium Cultural, càrrec voluntari i no remunerat. Va ser vocal de la Junta Directiva fins que el 16 d'octubre de 2017 van empresonar Jordi Cuixart a Soto del Real, quan va passar a ser vicepresident i portaveu de l'entitat, càrrecs també, no remunerats.
No sembla clar que el seu accés a la vicepresidència, el com i el quan, consti en document publicat. De fet, aquell 17 d'octubre, els diversos mitjans que van recollir la concentració de rebuig a l'empresonament dels presidents de les dues entitats, es van referir a Agustí Alcoberro com a vicepresident de l'ANC, però a Marcel Mauri com a "portaveu" d'Òmnium Cultural. L'Assemblea General d'Òmnium del 19 de desembre del 2015 havia proclamar Jordi Cuixart com a nou president i Marina Llansana i Joan Vallvé com a vicepresidents, mentre Marcel Mauri seguia com a vocal. A l'acta de l'Assemblea General del 18 de juny del 2016 és esmentat com a "membre de la Junta Directiva", i en l'ordre del dia de l'Assemblea del 28 de gener del 2017 hi ha un punt «Informacions d’altes i baixes de membres de la Junta Directiva» però res sobre renovació de càrrecs. Cal destacar que, en una nota que emet el 19 d'octubre del 2017, Òmnium utilitza l'expressió «el portaveu d’Òmnium Cultural, Marcel Mauri», la mateixa que fa servir al cap d'un parell de dies en una nota sobre la manifestació que havia aplegat més de mig milió de persones al Passeig de Gràcia de Barcelona. Tanmateix, la nota que fa Òmnium el 2 de novembre del 2017, dues setmanes més tard, sobre les concentracions de rebuig a l’empresonament dels membres del Govern, parla clarament del «vicepresident d’Òmnium Cultural, Marcel Mauri», i es pot comprovar que aquesta és la denominació que li apliquen molts mitjans des d'aleshores. L'atribució del càrrec queda reblada en la "Memòria Anual 2017" de l'entitat on apareix, al quadre de la Junta Directiva, com a "Vicepresident", al costat de la "Vicepresidenta 1" i el "Vicepresident 2", amb la peculiaritat que, de cara a la renovació de la Junta Directiva el 2018, quan Òmnium parla de la candidatura de Jordi Cuixart, utilitza l'expressió «es reforça el paper de Marcel Mauri de los Ríos, que optarà ara a la vicepresidència primera».
A més de ser votat com a vicepresident primer el 2018, Mauri va ser reelegit en la primera Assemblea telemàtica d’Òmnium el juliol del 2020. Va deixar el càrrec el 26 de febrer del 2022 amb l'entrada de la nova Junta Directiva liderada per Xavier Antich.

### Premis i reconeixements
L'any 2012 va ser guardonat amb el Premi de Comunicació Social Joan Givanel i Mas de l'Institut d'Estudis Catalans.